# Yanocephalus
Yanocephalus är ett släkte av insekter. Yanocephalus ingår i familjen dvärgstritar.
Kladogram enligt Catalogue of Life:
| Yanocephalus | \| \| Yanocephalus fasciatus \| \| \| \| \| \| Yanocephalus yanonis \| \| \| \| |
|              | \| \| Yanocephalus fasciatus \| \| \| \| \| \| Yanocephalus yanonis \| \| \| \| |
|              | Yanocephalus fasciatus                                                          |
|              |                                                                                 |
|              | Yanocephalus yanonis                                                            |
|              |                                                                                 |